# Historia de Negrete
El siguiente es el registro de la historia de Negrete comuna ubicada en una zona del sur de Chile; esta localidad ubicada en el aillarehue mapuche de Catiray, ha sido un punto estratégico desde tiempos precolombinos y durante la Conquista y Colonia de Chile, marcando la frontera entre españoles y mapuches. A lo largo de su historia, ha albergado fuertes y ha sido escenario de múltiples conflictos.

## Historia

### Descripción de la ubicación
La comarca se encuentra en el antiguo aillarehue (reunión de tótems) mapuche de Catiray, conformado por los linajes (lof): Pirenmauida, Liucura, Pilumrehue, Coyamco, Geuche, Mayurehue, Ñamcurehue, Arümco, Tabolevo, Curalevo, Quilalemu, Chipino, Peterehue, Millapoa.
El pueblo de Negrete se ubica en uno de los pasos que, desde antiguo, fueron utilizados para vadear el Río Biobío. Las primeras menciones al lugar lo llaman así: «Paso Negrete». 
Es posible comprender la importancia que tenía el paraje al considerar que durante gran parte de la Conquista y Colonia de Chile, el Biobío fue la frontera entre españoles y mapuches. 
Las menciones históricas hacían siempre alusión a la situación fronteriza de Negrete. Por ejemplo, en 1618, cerca del paso el capitán Jiménez de Lorca sorprendió una partida mapuche mandada por el "infatigable" lonco Tureulipe. Jímenez, dando por razón que Tureulipe no había querido rendirse, lo pasó a cuchillo junto con otros de sus compañeros.
En el Diccionario Geográfico de la República de Chile, del abogado y senador Francisco Solano Astaburuaga Cienfuegos, se menciona:

Negrete. Villa del departamento de Nacimiento situada en los 37°28’ Latitud S y 72°31’ Longitud O a la orilla austral del Biobio casi por frente de la confluencia con el Duqueco Se halla al extremo noroeste de un extenso llano y al pie oriental de una colina aislada que baña el primer río sobre la cual existe una fortaleza que la defiende y dista 20 kilómetros al S de los Ángeles y poco más al E de Nacimiento. Primitivamente fue un fuerte levantado con el nombre de San Francisco de Borja junto a la orilla sur del Duqueco y cercano a Mesamávida.  De este asiento lo trasladó con su guarnición en 1613 el Presidente Rivera a dicha colina, la que, del apellido de uno de los capitanes que vino con Valdivia, se denominaba ya cerro de Negrete. En 1622 Osores de Ulloa reconstruyó el fuerte y aumentó la población a la base de aquella, la cual recibió algún fomento bajo el gobierno de Amat y el título de villa en 1757. En el llano inmediato tuvo lugar del 4 al 6 de marzo de 1793 una gran junta de araucanos reunida por el Presidente O’Higgins en que éstos reconocieron como soberano al rey de España. Hasta entonces había sido hostilizada por esos indios y aun lo fue después hasta quedar casi abandonada. En 1850 volvió a repoblarse estableciéndose en ese año una iglesia, vice-parroquia, y contaba con un caserío de unos 700 habitantes, escuela gratuita, estafeta, etc, cuando a principios de 1859 la asaltaron aquellos indios y la incendiaron despoblándose enteramente, pero de ese contratiempo ha vuelto a reponerse desde 1862 en que se ha construido una mejor fortaleza y se le ha dado una nueva planta. Cuenta ahora con 320 habitantes.
 
Mesamávida. Colina notable que se ve sobre la margen norte del Duqueco, por el punto inferior en que recibe este río a Paillihue, y dos a tres kilómetros de su confluencia en el Bio bio. Es un terromontero de moderado ámbito y de 80 metros de altura; y cuya cima, que es aplanada (lo que le sugirió su nombre monte mesa) estuvo ocupada por un fuerte, construido en 1777 por Don Ambrosio O'Higgins bajo el gobierno de Jáuregui, y aprobado por real cédula de 24 de marzo del año siguiente.  Hoy apenas quedan vestigios de él así como del pueblo primitivo de Negrete que existió vecino por el oriente.  Un cerro a corta distancia al SE de Linares.
Diccionario Geográfico de la República de Chile, Francisco Solano Astaburuaga Cienfuegos

Mientras que, en el Diccionario geográfico de Chile, del ingeniero y geógrafo chileno Luis Risopatrón, se menciona:

Negrete (Aldea).  37°36 y 72°32’.  Es de corto caserío, cuenta con servicio de correos, registro civil, escuelas públicas y estación de ferrocarril y se encuentra en el margen S de la parte media del río Biobio, a 72 km de altitud, a 7 kilómetros al E de la estación de Coihue i a 34 km al NW del pueblo de Mulchén; los terrenos de sus vecindades son de calidad superior, por lo que se comenzaron a poblar en 1622, época en que se reconstruyó el fuerte de aquel nombre. El disperso caserío recibió en 1757 el título de Villa de Negrete, fue hostilizado por los araucanos y enseguida abandonado, pero en 1850 se construyó en él una capilla; se había repoblado después un tanto, cuando a principios de 1859 fue quemado y destruido por los indios y no reconstruido sino en 1862.
 
Negrete (Cerro de).  37°35’ y 72°33’.  Es aislado y se levanta a poca altura en el margen W de la parte media del río Biobio, a corta distancia al SW de la desembocadura del río Duqueco; era llamado primitivamente de Niñe y en él se fundó en 1613 la fortaleza de aquel nombre.  (Fuente: Juan de Ojeda, 1803, en página 226).
 
Mesamávida (Cerro).  37°33’ y 72°32’.  Es aislado, de cima aplanada, en forma de mesa y se levanta a 80 m sobre el valle, a corta distancia hacia el NW de la confluencia de los río Biobio y Duqueco; sobre él construyó en 1777 don Ambrosio O’Higgins, por orden del presidente don Agustín de Jáuregui, un fuerte con el nombre de San Agustín de Mesamávida, cuyas ruinas existían en 1863.
Diccionario geográfico de Chile, Luis Risopatrón

### Fuerte de Negrete San Francisco de Borja
En el tomo 4 de la Colección de Historiadores de Chile y de documentos relativos a la historia nacional, en el apartado Vista general de las continuas guerras: difícil conquista del gran reino, provincias de Chile, escrito por el cronista Luis Tribaldos de Toledo.
Durante el segundo periodo de gobierno de Alonso García de Ramón, entre 1606 y 1607, se menciona: 

...Labróse de adobes el fuerte de Jesús de nuevo con que se escusó el fuerte de Talcamávida, donde asistía la gente española que se pasó de esta parte a amparar los Caniaes.  Hízose de nuevo el fuerte de San Francisco de Borja en Negrete, en que se trocó el de San Jerónimo que estaba inútil.  Edificóse el fuerte de San Ignacio también de adobes, como el de San Francisco de Borja, para reducir a él los indios de Cayuhuanu; y en el Concepción se hizo un gran fuerte, ni más ni menos de adobes, porque el que allí había era de madera y palos maldolados; y base edificando por consiguiente de adobes una firme y recia plataforma para plantar en ella la artillería en defensa de aquel pueblo...
Luis Tribaldos de Toledo

En el Diccionario Geográfico de la República de Chile, escrito por el abogado y senador Francisco Solano Astaburuaga Cienfuegos; se menciona: ...Negrete...Primitivamente fue un fuerte levantado con el nombre de San Francisco de Borja junto a la orilla sur del Duqueco y cercano a Mesamávida.  De este asiento lo trasladó con su guarnición en 1613 el Presidente Rivera a dicha colina, la que, del apellido de uno de los capitanes que vino con Valdivia, se denominaba ya cerro de Negrete...
En la Historia general del Reino de Chile, Flandes Indiano, escrita por el cronista y jesuita español Diego de Rosales y publicada por el político e historiador Benjamín Vicuña Mackenna, se menciona: ...Hizo también otras poblaciones este verano que le parecieron convenientes para defensa de nuestras tierras y de los indios amigos.  Y así pobló el fuerte de Negrete en el vado común que llaman de Negrete, sobre el río Biobio, por el camino que va a Angol, a fin de quitar aquel paso al enemigo y tener asegurado aquel vado.  Puso en el una compañía de infantería con el capitán don Diego Vélez Hurtado de Mendoza...
En la Historia general de Chile, escrita por el pedagogo, diplomático e historiador chileno Diego Barros Arana; en el gobierno de Francisco Lazo de la Vega y luego de la victoria española, el 13 de enero de 1631, en la batalla de Albarrada, se menciona: ...Pero el gobernador no quiso dejar pasar el verano sin acometer alguna otra empresa. El 20 de enero había reconcentrado una gran parte de su ejército en la ribera sur del Biobío, al pie del cerro de Negrete, donde los españoles habían tenido un fuerte, situado pocas leguas al oriente de la plaza de Nacimiento...
En Flandes indiano: las fortificaciones del Reino de Chile, 1541-1826, escrita por el historiador y arquitecto chileno, el padre benedictino Gabriel Guarda Geywitz, premio nacional de historia en 1984, se menciona:
- ...Emprendido un interesante plan de colonización por parte de Manuel de Amat, mientras desempeñó la presidencia del reino se fundaron en 1757, al amparo de sus respectivos fuertes, las villas de Santa Bárbara, Nacimiento, Talcamávida y Gualqui, disponiéndose otras dos en Negrete y Antuco, que aunque no tuvieron efecto fueron aprobadas por Real Orden de 24 de octubre de aquel año...
- ...Mesamávida.  Heredero del fuerte de Negrete – construido en 1613 junto al cerro del mismo nombre, trasladado por un tiempo a la cumbre y devuelto a su primitivo sitio en 1622 -, fue fundado por Ambrosio O’Higgins por orden del presidente Agustín de Jáuregui, con el título de su santo patrono, previo informe dirigido a la corte en 3 de octubre de 1777 y aprobado por Real Orden de 24 de marzo de 1778.  Su ubicación, en la confluencia del Biobío con el Duqueco, sobre una loma, permitía la defensa de aquel vado y el primer plano, en que se le suele llamar Belzamávida, manifiesta su planta triangular, con un frente de tierra flanqueado por dos medios baluartes, con foso y puente de tablones, y un baluarte en el ángulo opuesto, formado en el escarpe del cerro.  Los edificios interiores son un cuartel y un cuarto para el oficial, y almacén de víveres y pólvora.  Su guarnición se prevé de veinticinco hombres ‘con sus caballerías’, otro plano muestra su adaptación al terreno, con la consiguiente deformación del escarpe y del baluarte.  Posteriormente se le representa de planta cuadrada, con cuatro baluartes, describiéndose en 1793 como un hornabeque cortado con foso y escarpe; fue refaccionado en 1796, 1803 y 1805...
- ...NEGRETE. Título: S. Francisco de Borja.  Fuerte interior, provisional, fundado por Alonso de Ribera en 1613 en el lugar de Millapoa...

Posterior al desastre de Curalaba, el 23 de diciembre de 1598, que implicó el fin de la conquista y el comienzo de la colonia, el sacerdote jesuita Luis de Valdivia, propuso y se le aceptó un plan de Guerra Defensiva, y durante el gobierno de Pedro Osores de Ulloa, en 1622, cronistas e historiadores indican lo siguiente:
- En la Historia militar, civil y sagrada de Chile escrita por el cronista jesuita Miguel de Olivares; se menciona: ...Para proveer algún remedio a estos males y que los indios no pudiesen entrarse en nuestra casa sin ser vistos puso el gobernador una atalaya en Negrete, orilla meridional del Biobio, sobre un elevado cerro que tiene en su cumbre una clara fuente...
- En la Descripción histórico geográfica del Reino de Chile, escrita por el cronista y militar español Vicente Carvallo y Goyeneche; se menciona que: ...No acertaban en los medios de contener los progresos de Lientur, que desde la cima de los montes situados al mediodía de la línea, observaba los movimientos de los españoles, y con señales disponía y mandaba el pasaje por donde se había de dar el golpe. Para ocurrir de algún modo a este inconveniente, mandó el gobernador levantar un torreón en el cerro denominado Negrete, que tenía una bella plazeta con una abundante vertiente de agua.  Este fortín tenía la proporción de estar al frente de otro, situado al septentrión del Biobio, que corre a la vista de estos dos puntos...
- En la Historia física y política de Chile, escrita por el botánico y naturalista francés Claudio Gay; se menciona: ...En oposición a esta táctica, el gobernador usó de la misma, mandando construir sobre el cerro de Negrete un fortín con el nombre de Atalaya, desde el cual se descubrían igualmente los movimientos del enemigo, que no podía pasar el Biobio sin ser visto. Este cerro era tanto más ventajoso cuanto tenía un rico manantial de agua...

En el inicio de la Ocupación de la Araucanía (también llamado eufemísticamente, por varios autores, Pacificación de la Araucanía), plan propuesto por Cornelio Saavedra Rodríguez, se indica que él mismo ordenó la reconstrucción del Fuerte de Negrete el 12 de diciembre de 1861, durante el gobierno de José Joaquín Pérez:
- En Crónica de la Araucania: descubrimiento i conquista, pacificación definitiva i campaña de Villa-Rica (leyenda heroica de tres siglos) de Horacio Lara; y en Y así nació la frontera: conquista, guerra, ocupación, pacificación, 1550-1900 de Ricardo Ferrando Keun, se menciona sobre el Plan de Ocupación de la Araucanía de Cornelio Saavedra Rodríguez: ...Comandante Jeneral de Armas de Valparaíso, octubre 11 de 1861. Señor Ministro: Cumpliendo con lo ordenado por V. S. en la nota de 7 del actual, núm. 613, someto a la consideración del Supremo Gobierno las bases que a mi juicio deben servir para la reducción del territorio araucano i su incorporación al resto de la República. Esta esposicion no es más que la repetición de las multiplicadas conferencias que con S. E. el señor Presidente i con V.S. he tenido sobre el particular. Dispuesto como estoi a realizar el plan que propongo, espero solo la resolución del Supremo Gobierno, para abandonar este puesto i pasar a tomar el mando del ejército de operaciones de la frontera a fin de no retardar los trabajos, que creo oportuno iniciar en el próximo mes de noviembre. Dios guarde a V. S.  Cornelio Saavedra.  Al señor Ministro de Estado en el Departamento de la Guerra...
- En la Historia de la civilización de la Araucanía, escrita por el excombatiente de la Guerra del Pacífico, profesor normalista y rector del Liceo de Temuco, Tomas Guevara, se menciona: ...En vista de estas vacilaciones, Saavedra creyó que su renuncia de intendente y jefe militar se imponía, y al efecto, la hizo el 6 de diciembre del mismo año de 1861.  Mientras que se tomaba alguna resolución acerca de su renuncia, creyó que sería posible ejecutar una excursión hacia Negrete, como medida defensiva más que de conquista, pues se trataba de resguardar las cosechas de los agricultores del lado sur del Biobio, que corrían peligro de ser arrebatadas por los indios.  El batallón Buin Primero de Línea, una compañía de cazadores a caballo y un piquete de artilleros con dos piezas de montaña, ocuparon el día 12 de diciembre de 1861 el sitio en que estuvieron el pueblo y el fuerte que los indios habían destruido en 1859.  Inmediatamente ordenó la reconstrucción del último...
- En los Documentos relativos a la ocupación de Arauco que contienen los trabajos practicados desde 1861 hasta la fecha, del coronel, comandante general e inspector general del ejército de Chile Cornelio Saavedra Rodríguez, se menciona:
  - ...Reconstrucción de Negrete.  En nota fecha 13 de diciembre bajo el número 204, el comandante general da cuenta de haber ocupado el día anterior el antiguo fuerte de Negrete, y procedido a su reconstrucción, destacando con tal objeto el batallón Buin 1° de línea, una compañía de cazadores a caballo y un piquete de artillería para el servicio de dos piezas...
  - ...Preparados de antemano los elementos que debía poner en acción para internarme al territorio araucano con las fuerzas de mi mando, fui detenido en mi marcha en vista de las prevenciones hechas por V.S. en su nota número 694, fecha 8 de Noviembre, que me fue entregada el 15 del mismo mes.  Aunque me permití hacer a V.S. algunas observaciones por mi nota de 16 de dicho mes, a fin de llevar adelante el plan acordado anteriormente, el Supremo Gobierno resolvió no obstante por decreto de 27 de noviembre suspender las operaciones de la campaña, limitando estas únicamente a la seguridad de la provincia y reconstrucción de la fortaleza de Negrete.  El 14 de diciembre se dispuso igualmente la construcción de un nuevo fuerte al sur de la actual línea de frontera, en la confluencia de los ríos Bureo y Mulchén.  Cumpliendo con las últimas disposiciones supremas, se destacó, a finales de diciembre, el batallón Buin 1° de línea con un piquete de artillería y otro de caballería para la reconstrucción y defensa de la plaza de Negrete; y al batallón 4° de línea, una compañía del regimiento de cazadores a caballo y dos piezas de artillería para la ocupación y construcción de la nueva fortaleza de Mulchén.  Estos trabajos han sido ya realizados por las mismas fuerzas destacadas, con gran economía del erario nacional.  Cada una de estas plazas cuenta con un cómodo cuartel para alojar trescientos hombres, un cuerpo de guardia, una casa de pólvora, cuatro habitaciones para oficiales, anchos y profundos fosos, como obras de defensa, con divisiones para la seguridad de la caballada de la guarnición, y un pozo de agua potable en el cuartel de Mulchén.  Por los planos[2] que acompañó se impondrá V.S. de esos trabajos.  En la reconstrucción de Negrete se ha invertido la suma de 2789 pesos 93 cts., según las órdenes de pago libradas por V.S.  En la fortaleza de Mulchén se han gastado 1254 pesos 10 cts., librados por decretos supremos de 4 y 31 de Diciembre último.  A más de estos valores se ha hecho uso de una gran parte de las herramientas, clavazón, techos de fierro y otros artículos de construcción que se compraron en Valparaíso a la casa de los señores Vives y Cia., cuya factura importó 3962 pesos 78 cts.  Las ventajas obtenidas en la construcción de estas dos fortalezas no se han hecho esperar: la población de Negrete reducida a cenizas en 1859, y sus campos completamente desiertos y abandonados, ha hecho que vuelva, tanto a la población arruinada como a los campos, gran número de sus antiguos moradores, los que ya principian a entregarse a sus tareas agrícolas, construyéndose más de cien habitaciones en la población...
  - ...Negrete.-La fortaleza de Negrete se ha mejorado con una muralla de circunvalación en la parte exterior de los fosos, y sobre el cerro contiguo a la fortaleza se ha construido una pieza para un vigía, explanadas para cañones y un camino para facilitar su subida.  Los trabajos de que se ha hablado y otros menos importantes, han sido ejecutados casi en su totalidad por las guarniciones militares...
- En la Historia de Chile desde la prehistoria hasta 1891, escrita por el historiador, político y ensayista chileno Francisco Antonio Encina Armanet, premio nacional de literatura en 1955, se menciona:
  - ...Baste recordar que en 1858, la población civilizada establecida al sur del Biobío excedía de 14 000 almas, y que el pueblo de Negrete pasaba de 1500 habitantes, tenía mejores habitaciones que las aldeas del resto de la república, bodegas y, en la medida de la época y de su volumen, contaba con los servicios más indispensables dentro de la vida civilizada.  Durante la revolución de 1859, los araucanos redujeron a cenizas el pueblo de Negrete, se llevaron el ganado, arrasaron las sementeras, capturaron a las mujeres, asesinaron a los hombres, y los pocos habitantes que quedaron con vida, tuvieron que huir al norte del Biobío.  La obra laboriosamente realizada en diez años de ardua labor, desapareció en días, confirmando una vez más la experiencia secular de que, mientras el pueblo araucano conserva su poder militar, la civilización no podía asentar pie en la zona comprendida entre el Biobío y el Toltén.  Misiones y parlamentos, castigos y halagos, eran absolutamente ineficaces.  Las expresiones militares se resolvían en gastos y sacrificios cuyos únicos resultados eran incendiar la ruca que el mapuche rehacía al día siguiente, quitarle ganados que en la primavera siguiente una correría por las pampas le devolvía cuadruplicados, y destruir sementeras, que no eran indispensables para su subsistencia...
  - ...El consejo de ministros acordó poner en ejecución el plan de Saavedra en la primavera de 1862.  El avance de la frontera al Malleco (1862-1863).  El primer renglón del plan de Saavedra era el avance de la frontera hasta el Malleco, línea más fácil de defender que la del Biobío, porque sus barrancos escarpados sólo tenían en esa fecha cinco o seis pasos, y que dejaba protegidas por los fuertes, muchos miles de hectáreas de suelos de fácil cultivo.  El 12 de diciembre de 1862, Saavedra inició la reconstrucción de Negrete y en el verano de 1863 quedaba la plaza con cuartel para 300 hombres, casa de pólvora, habitaciones para oficiales, pozo, etc., etc., con un gasto de $ 2789,93...

Cuando en 1631 el gobernador Francisco Laso de la Vega concentró sus fuerzas a los pies del "Cerro Negrete", posiblemente el actual Cerro Marimán (donde existe, además, una cueva, al lado poniente, de unos 30 metros de profundidad horizontal y más de 3 metros de alto), el fuerte ya aparece en las crónicas como algo del pasado. Diego Barros Arana dice: "El 20 de enero había reconcentrado una gran parte de su ejército en la ribera sur del Biobío, al pie del cerro de Negrete, donde los españoles habían tenido un fuerte, situado pocas leguas al oriente de la plaza de Nacimiento".
En un mapa de 1777 aparece una villa llamada Negrete ubicada a unos 10 km al NE del emplazamiento actual del pueblo, en las inmediaciones de la confluencia del Río Biobío y el Río Duqueco, más allá la ribera norte de este último caudal.
En la mapoteca del Archivo Nacional de Chile se encuentra un croquis del cacicazgo o cacicato de Negrete y Bureo, hecho por Tirso Rodríguez según datos de 1856 y caligrafiado en 1871.

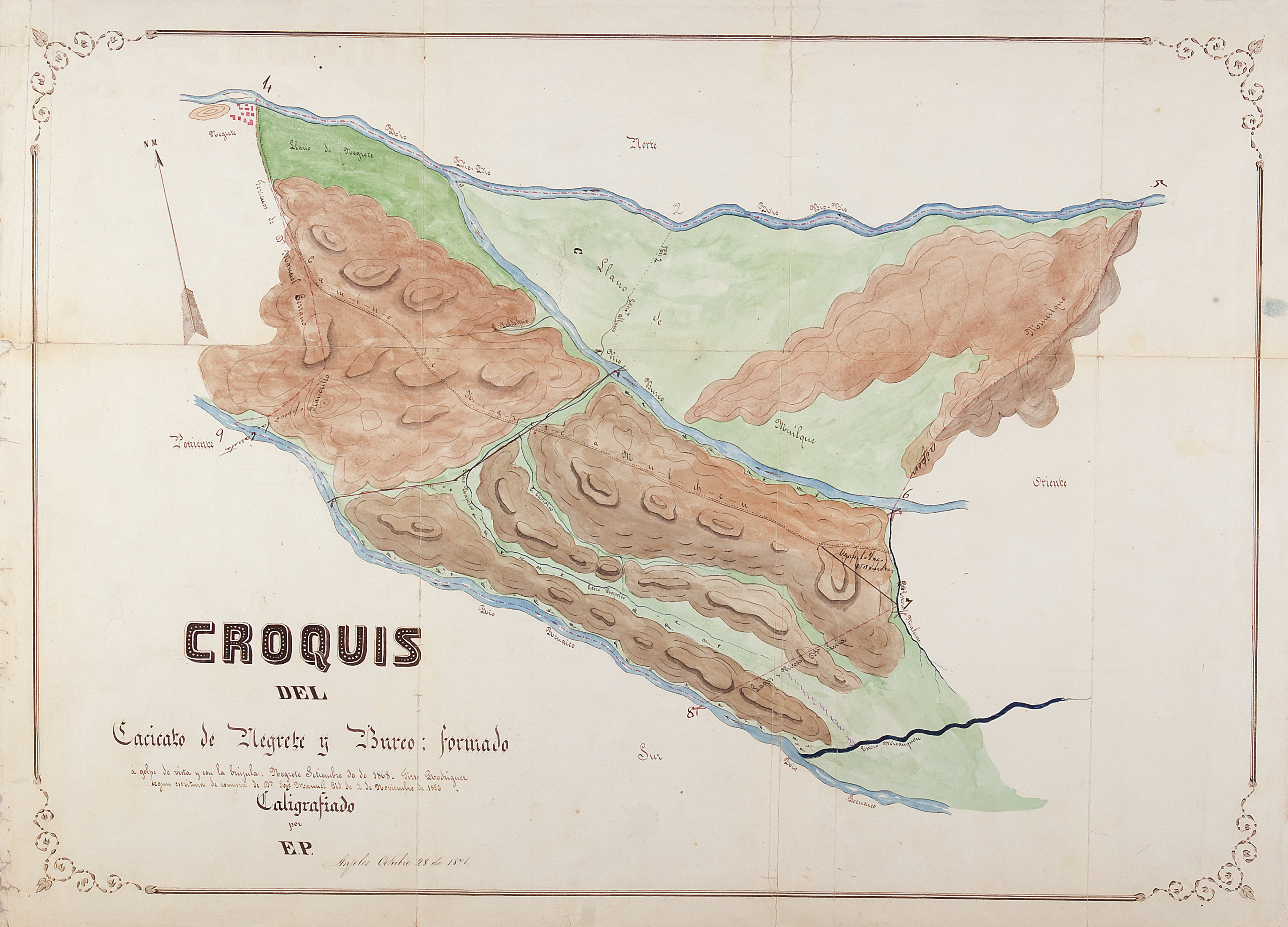
«Croquis del cacicato de Negrete y Bureo», 1871, hecho por Tirso Rodríguez y encontrado en la mapoteca del Archivo Nacional de Chile.

Además, de la abundante evidencia histórica registrada por cronistas e historiadores, respecto del fuerte de Negrete San Francisco de Borja, existe un cañón, como mudo testigo material del fuerte, en la plaza de armas de Negrete, que fue trasladado desde el cerro Marimán (de acuerdo a lo indicado por el profesor de castellano y poeta de Negrete Boris Beratto, quien, además, propuso que el pasaje Francisco de Borja y villa El Fuerte llevaran tales nombres en rememoración del histórico fuerte), donde hubo un torreón que servía de atalaya, y que sería parte de la fortaleza de Negrete. Además, existe evidencia histórica de su existencia, según se puede leer en el acta del Parlamento de Negrete de 1803, donde se menciona lo siguiente: "...a las seis de la mañana se verificase la apertura del Parlamento General, en la ramada destinada a este efecto, cuya hora se anunciaría por un cañonazo como aviso general para todos..." y "...guardarían escrupulosamente los tratados y consejos de este Parlamento y del anterior, lo que verificado con el mayor decoro y general alegría de los cuatro Butalmapus, se hizo la salva de quince cañonazos...". También, en los faldeos del cerro Mariman, en septiembre de 2002, el escultor y artesano mapuche de Negrete Osvaldo Lipin Llancamán, hizo un hallazgo de vestigios de un muro de adobes que pudo ser parte del histórico fuerte.
El 8 de enero de 2009, dicho muro, la cueva (similar a las Cuevas de los Patriotas, al lado del Fuerte Santa Bárbara, en la isla Robinson Crusoe del archipiélago Juan Fernández, que fue reconstruido en 1974 y declarado Monumento Histórico en 1979) y la cima del cerro, fueron visitados, explorados, medidos y georeferenciados por la arqueóloga Claudia Prado Berlien, funcionaria encargada de la Comisión de Patrimonio Arqueológico del Consejo de Monumentos Nacionales dependiente del Ministerio de Educación.  De dicha visita y lo acordado quedó constancia en el punto 452 (página 130) del acta de la sesión ordinaria del Consejo de Monumentos Nacionales, realizada el Miércoles 18 de marzo de 2009.
En el documento, ordinario número 3293-09, emanado desde el Consejo de Monumentos Nacionales a la Municipalidad de Negrete, fechado Santiago, 4 de agosto de 2009, se notifica y declara Monumento Nacional en la categoría de Monumento Arqueológico los restos de muros enterrados al lado del cerro Marimán de Negrete, según el artículo 21 de la Ley 17.288 de Monumentos Nacionales, el cual establece que: “Por el solo ministerio de la ley, son Monumentos Arqueológicos de propiedad del Estado los lugares, ruinas, yacimientos y piezas antropo-arqueológicas que existan sobre o bajo la superficie del territorio nacional. Para los efectos de la presente ley quedan comprendidas también las piezas paleontológicas y los lugares donde se hallaren.”;  y cuya declaración implica la protección del sitio.  Se adjunta con dicho ordinario el informe de la visita explorativa realizada, el 8 de enero de 2009, por la arqueóloga Claudia Prado Berlien, al sitio del hallazgo de muros enterrados que pudieron ser parte del fuerte de Negrete.
Entre los días lunes 7 y viernes 11 de septiembre de 2009, las arqueólogas, del Consejo de Monumentos Nacionales, Marcela Becerra Reyes e Itací Correa Girrulat, visitaron, sondearon, exploraron y midieron parte del sitio Monumento Arqueológico de Negrete, junto al cerro Marimán, para delimitar su perímetro y definir un mapa por el Oriente, y así ubicar el plano del gimnasio que requiere construir la municipalidad en el entorno de dicho sitio.  Sin embargo, dicha construcción o cualquier construcción en el entorno del emplazamiento del sitio arqueológico, protegido por ley, debe realizarse con la supervisión de un arqueólogo.  En tal sondeo y exploración, las arqueólogas encontraron muros de adobe con base de bolones, enterrados; y restos de tejas o cerámicos cercanos a la base de uno de tales muros, midieron, demarcaron; y el último día dejaron tapado con tierra, previa colocación de malla Raschel para así cubrir y proteger parte de los muros de adobes y sus bases de bolones, desenterrados temporalmente.  Además, visitaron y exploraron la cueva del cerro Marimán que pudo ser polvorín del fuerte, la cima del cerro Marimán, y el estanque del cerro Marimán, ubicado por el lado opuesto a la cueva del mismo cerro.  Se enviará a la municipalidad un informe de la visita de sondeo, exploración, medición y delimitación del perímetro al Oriente del sitio, así como también se solicitará, a la misma, que instale un letrero que identifique al sitio como Monumento Arqueológico Nacional, mientras alguna organización o institución pública y/o privada lleve a cabo un proyecto de investigación arqueológico, financiado con fondos públicos (FONDART, FNDR, MOP) y/o privados (empresas o bancos tales como el BID).  De dicha visita y lo acordado quedó constancia en el punto 203 (página 71) del acta de la sesión ordinaria del Consejo de Monumentos Nacionales, realizada el Miércoles 14 de octubre de 2009.
El 19 de octubre de 2009, el Consejo de Monumentos Nacionales remite a la Municipalidad de Negrete, el ordinario 4376-09 con el informe de terreno y la evaluación preliminar del Sitio Monumento Arqueológico Fuerte de Negrete y las bases técnicas para su caracterización.
El 26 de febrero de 2010, el antropólogo Marco Sánchez Aguilera, en su calidad de Visitador del Consejo de Monumentos Nacionales para la región del Bio-Bio, visitó y exploró el sitio Monumento Arqueológico Fuerte de Negrete, donde, el Sábado 20 de febrero de 2010, se realizó un hallazgo de vestigios o restos de cántaros de cerámica, hueso y coprolito que fueron llevados por dicho antropólogo, el Viernes 26 de febrero de 2010, al Museo de Historia Natural de Concepción, del cual es su director.

### Parlamento de 1726
En 1726, por orden del gobernador Gabriel Cano y Aponte se realizó un parlemento con los loncos mapuches en Negrete, en el que se acordó el fin de la Rebelión Mapuche de 1723 y realizar 3 o 4 ferias anuales para intercambio de productos entre ambos bandos.

### Parlamento de 1771
Contrariando a los veteranos de la guerra, el brigadier Francisco Javier de Morales y Castejón de Arrollo convocó en febrero de 1771 a un nuevo parlamento en Negrete, los indígenas al mando del cacique Lebián aceptaron la paz con una altanería y soberbia que enardecieron los ánimos de los colonos españoles.

### Parlamento de 1793

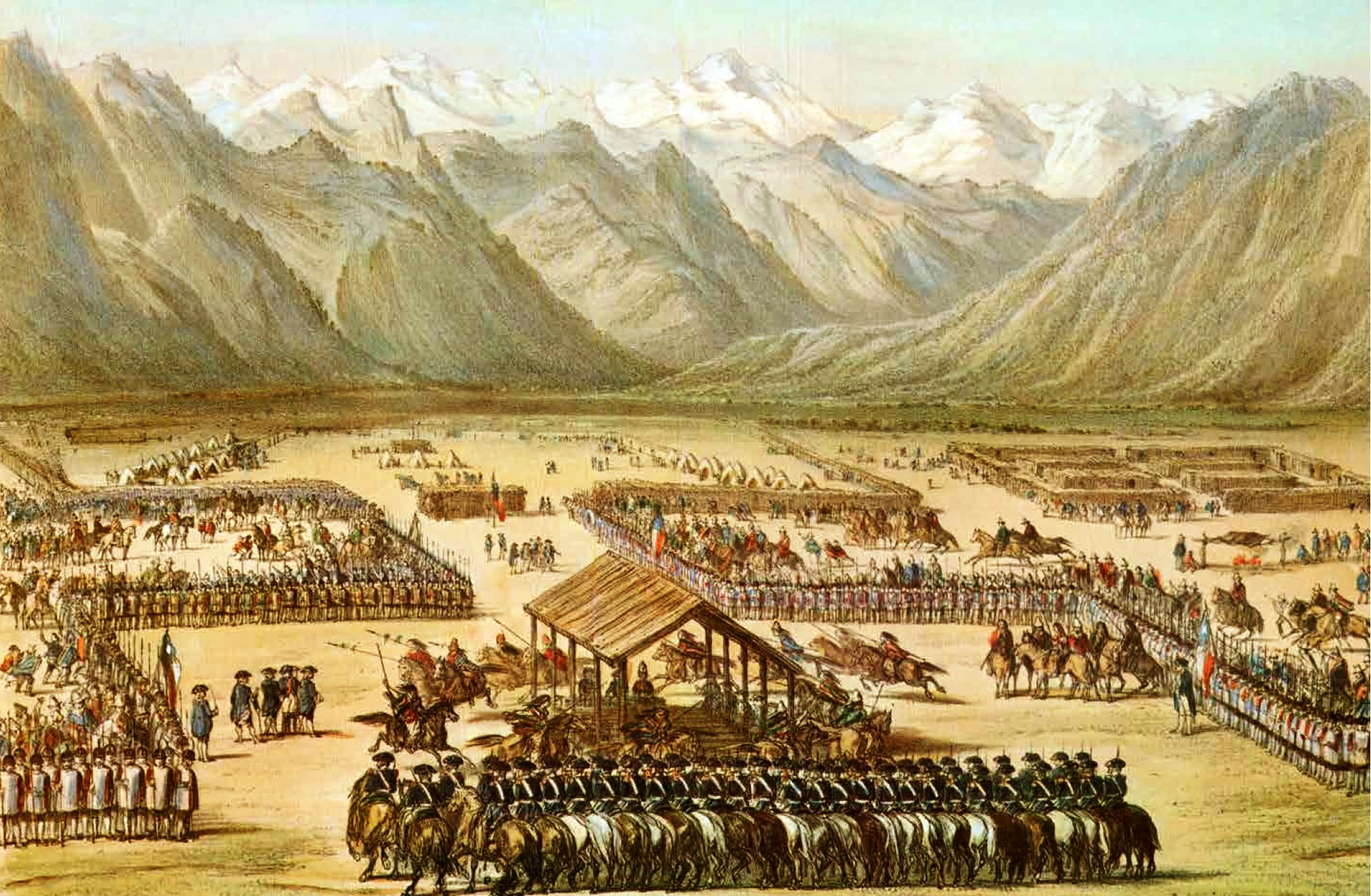
Parlamento de Negrete de 1793.

Parlamento organizado por Ambrosio O'Higgins en 1793. Fue el más solemne y costoso de cuantos se realizaron entre indios y españoles.
- Relato con dioramas sobre el parlamento de Negrete. Archivado el 17 de abril de 2014 en Wayback Machine.

### Parlamento de 1803
El 3 de marzo de 1803 se inició en Negrete el último de los parlamentos con los que españoles y mapuches solemnizaron sus paces durante el período colonial. Se realizó por iniciativa del gobernador Luis Muñoz de Guzmán. Asistieron 3500 mapuches, presididos por 239 loncos, mientras que por el lado español se congregaron 1.200 soldados de línea y milicianos.
El representante de los españoles fue el brigadier Pedro Quijada, por los mapuches, el encargado de recoger las contestaciones de los cuatro butalmapus fue el lonco de Angol Francisco Curinagüel.
El parlamento de 1803 consideraba el libre comercio entre ambos bandos, promesas de paz y una alianza defesiva, que efectivamente se llevó a la práctica durante la Independencia, cuando los mapuches lucharon contra los patriotas y a favor de España.
En el libro "Nahuelbuta" del historiador jesuita Mariano José Campos Menchaca, con un Preliminar del jurista e historiador chileno Fernando Campos Harriet y Premio Nacional de Historia en 1988, se menciona que:
- (…) En 1803, el gobernador Luis Muñoz de Guzmán celebró con los mapuches un parlamento más, se tuvo como varios de los anteriores, en los llanos de Negrete, lindos llanos entre los ríos Bio-Bio. Renaico y Vergara.  Una vez más se reconoció en él la independencia de los mapuches en sus tierras, al sur de la Frontera (…)

En el tomo XI de la "Historia General de Chile", escrita por el pedagogo, diplomático e historiador chileno Diego Barros Arana, se menciona:
- (...) En otra parte hemos descrito sumariamente aquel parlamento celebrado en el campo de Negrete el 3 de marzo de 1803 (véase el §7, cap.XXII, parte V, de esta Historia).  Don Bernardo O'Higgins, que no poseía título alguno civil ni militar, asistió a él movido por la curiosidad natural de ver una fiesta de esa especie y de conocer a los indios, cuyos mayores estaban revestidos de tanto prestigio en los libros que había leído sobre la historia de Chile.  Allí fue presentado a los caciques ancianos como el hijo del célebre personaje que por sus actos militares y administrativos se había conquistado veinte años antes un gran renombre en la frontera, y dejado entre los españoles y entre los bárbaros un recuerdo que se conservó por mucho tiempo más.  La vista de las tropas de la frontera, compuestas casi en su totalidad de soldados chilenos, y de los milicianos reunidos en aquel campo, mal armados y peor vestidos, pero fuertes y vigorosos, hizo nacer en el espíritu de O'Higgins, según refería más tarde, la convicción de que sobre esa base podría formarse en un día no lejano el ejército que había de conquistar la independencia de la patria.(...)

### Independencia y Guerra a Muerte
En 1819 Negrete era un puesto de balseo de los patriotas. Avisado el comandante Isaac Thompson de que los mapuches se acercaban al lugar con la intención de destruir las embarcaciones, despachó 50 fusileros a impedirlo bajo el mando del capitán Ramón Romero. En la mañana del 22 de febrero la partida fue sorprendida. Los pocos que pudieron escapar llegaron a Los Ángeles lastimados por las lanzas de sus enemigos.
El 20 de abril de 1820 cruzó por el vado de Negrete el guerrillero realista Vicente Benavides, quien había emprendido la retirada tras no lograr rendir al general Alcázar en Los Ángeles.
Revisar el texto de lo tratado, entre chilenos y mapuches, en el Parlamento de Tapihue (1825).

### Negrete republicano
Tras la Independencia, en la década de 1830s la única posición de la naciente República Chilena al sur del Biobío era Negrete.
En 1854 Negrete era un destacamento conformado por algunas tropas del Regimiento 2º de Línea. 
Por 1857 el puesto podía ser descrito así: 
"Adelantado sobre la tierra de los indios, existía el punto fortificado de Negrete, mero vijía i puesto de avanzada, con una pieza de artillería i los pertrechos correspondientes".
Según el cronista Horacio Lara, entonces Negrete estaba poblado por más de 1.500 civiles, además de unos 14 mil campesinos avecindados en los alrededores.
En 1859, un alzamiento liberal, dirigido por revolucionarios de Concepción como Bernardino Pradel, logró concitar el apoyo de los mapuches de la zona, liderados por Manguin Huenu. El 22 de febrero de ese año el puesto de Negrete fue atacado:
"...se divisaba desde Nacimiento una colosal humareda que cubría el espacio por el lado del Bureo: era la villa de Negrete que ardía. Los araucanos, unidos arribanos i llanistas de Angol i Los Sauces, entraron a ella a saco, e instigados por el chileno José Solano, titulado oficial, prendieron fuego a las casas".
Al verano siguiente, el 19 de febrero de 1860, Negrete era una guarnición compuesta por 150 infantes y 40 cazadores a caballo, mandada por el teniente coronel graduado del 3º de Línea don Luis Felipe Campillo. Ese día se presentaron ante la plaza 2.000 mapuches secundados por algunos chilenos, que comenzaron a asaltar el recinto. La guarnición, parapetada convenientemente, logró repeler el ataque. El presidente Manuel Montt felicitó a los defensores por su desempeño.
Aunque la villa, como se puede apreciar, estaba habitada desde hace tiempo, Negrete fue refundado formalmente el 12 de diciembre de 1861 como parte de la política de asentamiento desarrollada por el Estado de Chile, durante el primer periodo de la llamada Pacificación de la Araucanía, que como estrategia se decidió a partir de los sucesos de 1859.
La llegada del ferrocarril a la zona, en 1874, consolidó definitivamente la dominación chilena del territorio. Desde 1882 se comenzaron a entregar algunos "títulos de merced" reconociendo tierras a pobladores mapuches. Sólo se entregaron 4 títulos entre Mulchén y Renaico (1900 ha en total), por lo que se comprenderá que casi todas las comunidades indígenas de Negrete simplemente desaparecieron por entonces, producto de la presión colonizadora.
La municipalidad de Negrete comenzó a funcionar en mayo de 1939, siendo su primer alcalde don Joaquín Mardones Bissig, quien además fue diputado por el Partido Conservador, entre 1941 y 1945. También, Manuel Edmundo Moller Bordeu, fue alcalde de Negrete y Nacimiento, y luego diputado por el Partido Radical, entre 1949 y 1953, mientras que su hermano, Alberto Moller Bordeu, fue regidor de Negrete, además de diputado y senador, por el Partido Radical. Otros alcaldes de Negrete, que "Algo Habrán Hecho por la Historia de Negrete", fueron: Joaquin Díaz Garcés, Enrique Carrillo, Alfredo Hickmann Manríquez (DC), José Sáez Riquelme (PR), Pedro Segundo González Castillo (PC), Santiago Stuardo San Martín (PR), Abrahán Varas Silva (designado por dictadura militar), Juan Luis Edwards Moller (designado por Dictadura militar), Rufino Iturrate Reyes (designado por dictadura militar), Teodosio Sandoval Sandoval (designado por dictadura militar), Hugo Pinto Bustos (designado por dictadura militar), Hernán Andrés Godoy Díaz (designado por dictadura militar), Mario Julio Carrasco Rimassa (designado por dictadura militar), Odeth Hidalgo Grimaldi (designada por dictadura militar), Rosa María Ruth Ruth (designada por dictadura militar), Teodosio Sandoval Sandoval (PN), Luis Salamanca Alarcón (DC, falleció antes de asumir), Oscar Burgos Vidal (UDI), Edwin Von Jentschyk Cruz (PS), Javier Melo Márquez (PPD).
- También puede revisar más información sobre Negrete desde este blog; donde también se publica un catálogo de más de 15 mil archivos digitales (libros, audiolibros, videolibros, videos y/o documentos) de la Biblioteca Virtual RAE de Negrete, instalados en distintos puntos (escuelas, liceos y juntas de vecinos) para su uso y acceso gratuito para la comunidad; y en constante actualización y crecimiento colaborativo y cooperativo.

### sigloXII: Desarrollo urbano
Es el centro del comercio y servicios públicos de la comuna. Por ejemplo, es el asiento del CESFAM Yanequén de atención primaria de salud de la comuna, oficina de registro civil, una compañía de bomberos, un retén de carabineros, terminal rodoviario y una oficina de Correos de Chile. 
Negrete no cuenta con sedes bancarias. Cuenta con una central para abastecerse de combustibles. El comercio local, pequeñas tiendas familiares, se dedica principalmente a la comercialización de víveres (abarrotes, rotisería, etc.), seguida por el expendio de alcohol y el rubro de panadería. No hay grandes industria en la comuna.